# Đại Phố

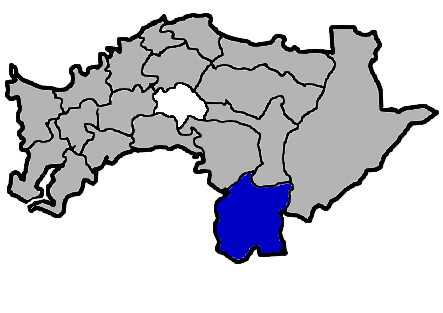
Vị trí tại huyện Gia Nghĩa

Đại Phố (tiếng Trung: 大埔鄉; bính âm: Dàpù Xiāng) là một hương (xã) của huyện Gia Nghĩa, tỉnh Đài Loan, Trung Hoa Dân Quốc (Đài Loan). Trên 90% diện tích của hương là đất công hay thuộc về khu bảo tồn rừng A Lý Sơn. Ngoài ra trên địa bàn Đại Phố còn có hồ chứa nước lớn nhất Đài Loan là Tăng Vân, hồ chứa này đã chiếm hến diện tích của vùng đất đồng bằng trước đây do vậy hiện lĩnh vực nông nghiệp của hương không phát triển, chủ yếu kinh tế dựa vào ngành du lịch. Tổng diện tích của Đại Phố là 173,2472 km², dân số vào tháng 8 năm 2011 là 4.569 người thuộc 1.939 hộ gia đình, mật độ cư trú đạt 26,4 người/km².